# Sesioctonus torresi
Sesioctonus torresi är en stekelart som beskrevs av Michael J. Sharkey och Briceno 2005. Sesioctonus torresi ingår i släktet Sesioctonus och familjen bracksteklar. Inga underarter finns listade i Catalogue of Life.